# Tilo Schabert
Tilo Schabert, né en 1942 à Gotha, est un historien et politologue allemand.

## Biographie
Tilo Schabert fait des études de philosophie, théologie, sciences politiques et histoire à l'université de Munich, à la Sorbonne et à l'Exeter College d'Oxford. Il soutient sa thèse de doctorat en 1968, à Munich.
De 1969 à 1974, il enseigne à l'université de Munich, à l'université Stanford (États-Unis) et à l'université de Canberra. De 1976 à 1986, il est en poste à l'université de Bochum, où il soutient son habilitation et devient professeur. Il donne également des cours à l'université du Maryland et à l'Institut universitaire européen de Florence.
Depuis 1986, Tilo Schabert est professeur à l'université Friedrich-Alexander d'Erlangen-Nuremberg. Depuis 1991, il est également professeur invité à l'université Rennes 1, qui lui a remis le titre de docteur honoris causa en 2002. Il a également enseigné à l'université de Dresde et à celle de Salerne (Italie).
D'octobre 1992 à mai 1995, Tilo Schabert effectue plusieurs séjours de travail au palais de l'Élysée, afin d'y avoir des entretiens avec des collaborateurs de François Mitterrand et de consulter leurs archives. S'appuyant sur cette expérience, le professeur Schabert a très vivement critiqué le Verbatim de Jacques Attali.
De 1995 à 1996, il est secrétaire général du Conseil international de la philosophie et des sciences humaines, dépendant de l'Unesco. En 1996, il est fait docteur honoris causa de l'université de Perpignan. En 2004, il entre comité directeur de l'École doctorale « Philosophie moderne et contemporaine », qui regroupe les universités de Bologne, Florence et Naples.
Son livre sur Mitterrand et la réunification allemande a reçu le premier prix parlementaire franco-allemand, en 2005. L'ouvrage a été salué par Stanley Hoffmann. Il a également reçu des commentaires favorables dans Le Figaro et Le Nouvel Observateur.
L'année suivante, le professeur Schabert devient membre du conseil scientifique de l'Institut François-Mitterrand.

## Ouvrages
- Natur und Revolution. Untersuchungen zum politischen Denken im Frankreich des 18. Jahrhunderts, Munich, 1969
- Der Mensch als Schöpfer der Welt. Formen und Phasen revolutionären Denkens in Frankreich 1762-1794 (en collaboration), Munich, 1971
- Aufbruch zur Moderne. Politisches Denken in Frankreich des 17. Jahrhunderts, Munich, List, 1974
- Gewält und Humanität. Über Philosophie und politische Manifestationen von Modernität, Fribourg-Munich, Alber, 1978
- Boston Politics: The Creativity of Power, Berlin-New York, 1989
- Modernität und Geschichte. Das Experiment der modernen Zivilisation, Wurtzbourg, Königshausen und Neumann, 1990
- Die Welt der Stadt, Munich, Piper, 1991 (en collaboration)
- Strukturen des Chaos, Munich, Fink, 1994
- Die Architektur der Welt. Eine kosmologische Lektüre architekonischer Formen, Munich, Fink, 1997
- Il Principe del Caosmo. Sei capitoli sulla creatività politica : il potere dei sindaci — il potere presidenziale, Naples, Edizioni Scientifiche Italiane, 2002
- Wie Weltgeschichte gemacht wird. Frankreich und die deutsche Einheit, Stuttgart, 2002.

## Ouvrages traduits en français
- L’Architecture du monde : une lecture cosmologique des formes architectoniques, traduit par Pierre Rusch, Verdier, 2012
- Mitterrand et la réunification allemande : une histoire secrète (1981-1995), traduit par Olivier Mannoni, édition revue et augmentée, Grasset, 2005